# Wieranika Iwanowa
Wieranika Piatrouna Iwanowa (biał. Вераніка Іванова ;ur. 24 września 1996) – białoruska zapaśniczka walcząca w stylu wolnym. Siódma na mistrzostwach świata w 2015. Brązowa medalistka mistrzostw Europy w 2018, 2021, 2024, igrzysk europejskich w 2015 i akademickich mistrzostw świata w 2016. Wojskowa wicemistrzyni świata w 2017 i trzecia w 2016. Zajęła szóste miejsce w Pucharze Świata w 2018. Dziewiąta na igrzyskach europejskich w 2019 roku.